# Liolaemus sitesi
Espèce
Statut de conservation UICN

 LC  : Préoccupation mineure
Liolaemus sitesi est une espèce de sauriens de la famille des Liolaemidae.

## Répartition
Cette espèce est endémique de la province de Neuquén en Argentine. Elle se rencontre sur le Cerro Aucá Mahuida.

## Étymologie
Cette espèce est nommée en l'honneur de Jack Walter Sites Jr..

## Publication originale
- Avila, Olave, Fulvio-Perez, Perez & Morando, 2013 : Molecular phylogenetic relationships of the Liolaemus rothi complex and a new species of lizard from Auca Mahuida Volcano (Squamata: Liolaemini). Zootaxa, no 3608 (4), p. 221–238.